# Joseph Maiden
Joseph Henry Maiden (25 d'abril de 1859 – 16 de novembre de 1925) va ser un botànic britànic amb importants contribucions per al coneixement de la flora australiana, especialment en el gènere Eucalyptus.
Joseph Maiden nasqué a St John's Wood al nord-oest de Londres. Estudià ciències a la Universitat de Londres, però per problemes de salut no va acabar la carrera. El 1880 va salpar cap a Nova Gal·les del Sud. El 1881, Maiden va ser nomenat primer conservador del Technological Museum a Sydney, fins 1896. Entre d'altres obres, va publicar el 1889, Useful Native Plants of Australia amb part de les dades de Ferdinand von Mueller.
Maiden va ser una autoritat sobre els gèneres Acacia i Eucalyptus.
Joseph Maiden es jubilà el 1924, i morí a Turramurra, Sydney, Nova Gal·les del Sud. L'epítet específic de l'espècie Eucalyptus maidenii iés en el seu honor.